# Pteroplius acuminatus
Pteroplius acuminatus – gatunek chrząszcza z rodziny kózkowatych i podrodziny zgrzypikowych. Jedyny przedstawiciel rodzaju Pteroplius.

## Zasięg występowania
Ameryka Południowa, występuje we wsch. Brazylii. Notowany w stanach Ceará, Bahia, Espírito Santo, Rio de Janeiro i São Paulo.